# غاضبون بلا حدود
غاضبون بلا حدود هي مجموعة شبابية ثورية في السودان، انبثقت من لجان المقاومة السودانية المحورية في ثورة 2019 ضد عمر البشير. تم تشكيلها من قبل نشطاء شباب تتراوح أعمارهم بين 17 و24 عامًا، أصيبوا بخيبة أمل بسبب التغيرات السياسية البطيئة واستمرار النفوذ العسكري. وأصبحت الجماعة معروفة بمواجهة قوات الأمن أثناء الاحتجاجات ومقاومة المجلس العسكري الانتقالي وانقلاب أكتوبر 2021، داعية إلى انتقال بقيادة مدنية.
منذ أن بدأت الحرب الأهلية السودانية في 15 أبريل 2023، حملت الجماعة السلاح إلى جانب القوات المسلحة ضد قوات الدعم السريع. كان هذا التحالف مثيرًا للجدل، مع اتهامات بإضفاء الشرعية على الحكم العسكري. ومع ذلك، يدافع الأعضاء عن هذا التحالف باعتباره تحالفًا تكتيكيًا لحماية المدنيين من الفظائع التي ترتكبها قوات الدعم السريع.
وتشارك المجموعة أيضًا في الجهود الإنسانية، حيث توفر الغذاء والماء والإمدادات الطبية وتحافظ على البنية التحتية الأساسية أثناء الحرب الأهلية.

## تاريخ

### التكوين والغرض
غاضبون بلا حدود هي مجموعة شبابية ثورية في السودان، انبثقت من لجان المقاومة السودانية وكان لها دور كبير في ثورة 2019. وكان لهذه اللجان دور فعال في تنظيم الاحتجاجات والعصيان المدني ضد نظام عمر البشير، مما أدى في النهاية إلى الإطاحة به. تم تشكيل المجموعة من قبل نشطاء شباب تتراوح أعمارهم بين 17 و24 عامًا، أصيبوا بخيبة أمل بسبب بطء وتيرة التغيير السياسي واستمرار النفوذ العسكري في السياسة السودانية.
مجموعة غاضبون بلا حدود، أسسها أحمد البشرى عام 2020، وعرفت بمواجهة قوات الأمن والشرطة في الخطوط الأمامية للتظاهرات. ثم واصلت المقاومة ضد المجلس العسكري الانتقالي ، وكذلك بعد انقلاب أكتوبر 2021م. والجماعة معروفة بموقفها الصارم ضد القوى السياسية المشاركة في الحكومات الانتقالية، مع التركيز على عملية انتقالية بقيادة مدنية بحتة.
وشاركت الجماعة بشكل كبير في تنظيم الاحتجاجات ضد السلطات العسكرية الحاكمة. وكثيراً ما أدت هذه الاحتجاجات إلى اشتباكات عنيفة مع قوات الأمن، على سبيل المثال، باستخدام الحجارة وإعادة قنابل الغاز المسيل للدموع. وأدت أنشطة الجماعة إلى قمع شديد من قبل السلطات، إلتى إستهدفت المجموعة بشكل مباشر في بعض الأحيان. على سبيل المثال، قُتل 9متظاهرين على الأقل في إحدى المظاهرات التي نظمتها مجموعة غاضبون بلا حدود.
أطلقت مجموعة غاضبون بلا حدود حملة على الإنترنت لفضح انتهاكات الشرطة واستهداف قوات الأمن للصحفيين والمصورين.

### دوره في الحرب الأهلية السودانية
منذ اندلاع الحرب الأهلية السودانية في 15 أبريل 2023، شاركت مجموعة غاضبون بلا حدود بنشاط في الصراع. وحملت الجماعة السلاح إلى جانب القوات المسلحة السودانية للقتال ضد قوات الدعم السريع، كجزء من المقاومة الشعبية في السودان. على الرغم من تحالفهم مع القوات المسلحة السودانية، أكد أعضاء مجموعة غاضبون بلا حدود أن هدفهم الأساسي هو حماية المدنيين ومقاومة عدوان قوات الدعم السريع.
كان قرار المجموعة بالقتال إلى جانب القوات المسلحة مثيرًا للجدل. في أبريل 2024، التقى قادة مجموعة غاضبون بلا حدود مع عبد الفتاح البرهان، قائد القوات المسلحة والحاكم الفعلي للسودان. أثار هذا الاجتماع جدلا ساخنا على وسائل التواصل الاجتماعي، حيث اتهمم الكثيرون الجماعة بإضفاء شرعية على الحكم العسكري في السودان. ومع ذلك، دافع أعضاء مجموعة غاضبون بلا حدود عن أفعالهم، مشيرين إلى أن تحالفهم مع القوات المسلحة هو تكتيكي بحت ويهدف إلى الدفاع عن المدنيين من فظائع قوات الدعم السريع.
مع استمرار الصراع، تظل مجموعة غاضبون بلا حدود لاعباً رئيسياً في المقاومة ضد قوات الدعم السريع. تواجه المجموعة تحديات كبيرة، بما في ذلك خطر استهدافها من قبل قوات الدعم السريع وعناصر داخل القوات المسلحة الذين يعتبرونهم تهديدًا لسلطتهم، حيث تواصل مجموعة غاضبون بلا حدود الدعوة إلى سودان ديمقراطي خالٍ من الحكم العسكري.
إلى جانب مشاركتها العسكرية، نشطت مجموعة غاضبون بلا حدود أيضًا في تقديم المساعدات الإنسانية. نظمت المجموعة جهودًا لتوصيل الغذاء والماء والإمدادات الطبية للمجتمعات المتضررة من النزاع. كما شاركوا في صيانة البنية التحتية الأساسية، مثل شبكات المياه والاتصالات، لضمان حصول المدنيين على الخدمات الأساسية.